# 斑马智行
斑马网络技术有限公司簡稱斑马网络，是中華人民共和國一家智联网汽车操作系统软件以及其他相關軟件研發公司。

## 歷史
斑马智行是斑马网络基于AliOS設計的智联网汽车开放平台，前身為2010年成立的阿里YunOS平台。2015年，阿里巴巴集团和上汽集团共同发起的智联网汽车基金投资成立斑马网络。2021年7月14日，阿里巴巴集团、上汽集团、国投招商投资管理有限公司、云锋基金等四大股东联合向斑马智行增资30亿元人民币。截至2021年，斑马智行已經覆蓋上汽、一汽、大众等车企的近百车型。

## 外部連結
- 官方网站